# Morancourt
Morancourt település Franciaországban, Haute-Marne megyében. Lakosainak száma 132 fő (2022. január 1.). Morancourt Baudrecourt, Charmes-la-Grande, Domblain, Dommartin-le-Franc, Guindrecourt-aux-Ormes, Mathons, Rachecourt-Suzémont és Ville-en-Blaisois községekkel határos.

## Népesség
A település népességének változása:
| Lakosok száma | 171  | 128  | 110  | 124  | 137  | 135  | 134  | 131  | 131  | 132  |
|               | 1968 | 1982 | 1990 | 2006 | 2013 | 2015 | 2017 | 2019 | 2020 | 2022 |